# شهرستان کلینتون، ایلینوی
شهرستان کلینتون، (به انگلیسی: Clinton County) شهرستانی در ایالت ایلی‌نوی ایالات متحده آمریکا و بر طبق سرشماری ۲۰۱۰ این شهرستان ۳۷۷۶۲ نفر جمعیت داشته‌است.

طبق سرشماری ۲۰۱۰، مساحت این شهرستان ۱۳۰۳٫۵کیلومتر مربع وسعت داشته که از این مقدار ۵٫۸ درصد آب و۹۴٫۲ درصد خشکی می‌باشد.

این شهرستان در ۱۸۲۴ از شهرستان واشینگتن، شهرستان فایتی و شهرستان باند جدا شده‌است. این شهرستان نام خود را از دوایت کلینتون استاندار نیویورک که برای ساختن کانال ایری کمک کرد، گرفته شده‌است.

## همسایگان و راه‌ها
همسایگان این شهرستان عبارتند از:
- شمال: شهرستان باند
- شمال‌شرق: شهرستان فایتی
- شرق: شهرستان ماریون
- جنوب‌شرق:
- جنوب: شهرستان واشینگتن
- جنوب‌غرب:
- غرب: شهرستان سنت کلیر
- شمال‌غرب: شهرستان مدیسن

راه‌های اصلی این شهرستان:
1. بزرگراه میان‌ایالتی ۶۴
2. بزرگراه ۵۰ ایالات متحده
3. جاده ۱۲۷ ایلی‌نوی
4. جاده ۱۶۰ ایلی‌نوی
5. جاده ۱۶۱ ایلی‌نوی
6. جاده ۱۷۷ ایلی‌نوی

## شهرها
- بریسی، ایلی‌نوی
- کرلیلی، ایلی‌نوی، مرکز شهرستان
- سنترالیا، ایلی‌نوی
- ترنتون، ایلی‌نوی